# Manguebeat
Manguebeat (também grafado como manguebit ou mangue beat) é um movimento de contracultura brasileiro. Surgiu a partir de 1991, na cidade de Recife, e se destaca pela combinação original de diversos gêneros musicais, unindo ritmos regionais, como o maracatu, o rock, o hip hop, o funk e a música eletrônica. O movimento preza pela valorização das culturas regionais nordestinas e desenvolvimento de um senso local de identidade própria, além de criticar as condições de vida da população e o estado de conservação do manguezal. É representado por um caranguejo, animal típico dos mangues e fonte de alimentação para as comunidades locais, sendo o início do movimento marcado pelo manifesto Caranguejos com Cérebro — é interessante observar que no manifesto, a imagem símbolo descrita pelo seu autor, Fred Zero Quatro, é uma antena parabólica enfiada na lama e não um caranguejo). Alcançou sucesso internacional com a banda Chico Science & Nação Zumbi.

## Origem do nome
O termo “manguebeat” vem da junção da palavra "mangue" (manguezal), um ecossistema típico da costa do Nordeste brasileiro, com a palavra "beat", do inglês, que significa batida. Segundo o grupo Nação Zumbi, um de seus criadores, o movimento foi pensado simplesmente como "mangue", tendo sido apelidado de manguebeat pela mídia à época.

## Visão geral
O movimento tem seu próprio manifesto, Caranguejos com Cérebro, escrito em 1991 pelo cantor Fred 04 e DJ Renato L (Renato Lin). Seu título refere-se aos habitantes do Recife como caranguejos que vivem no ambiente de mangue da cidade. Um dos principais símbolos associados ao manguebeat é o de uma antena presa na lama recebendo sinais de todo o mundo. O manguebeat pode ser dividido em duas ondas distintas: a primeira no início da década de 1990, liderada pelos grupos musicais Chico Science & Nação Zumbi e Mundo Livre S/A, e a segunda na início da década de 2000, lideradas por Re:Combo (um movimento copyleft que carrega músicas meio sampleadas para download) e Cordel do Fogo Encantado (um grupo musical que começou como uma trupe de teatro itinerante com raízes em uma forma de literatura conhecida como literatura de cordel ("literatura de barbante"). O movimento original se autodenominava mangue bit, mangue referindo-se aos manguezais do Recife e bit ao computador bit central para as influências da música eletrônica do movimento. Desde então, mangue bit tem sido comumente, embora erroneamente, referido como mangue beat.

## História

### Origem

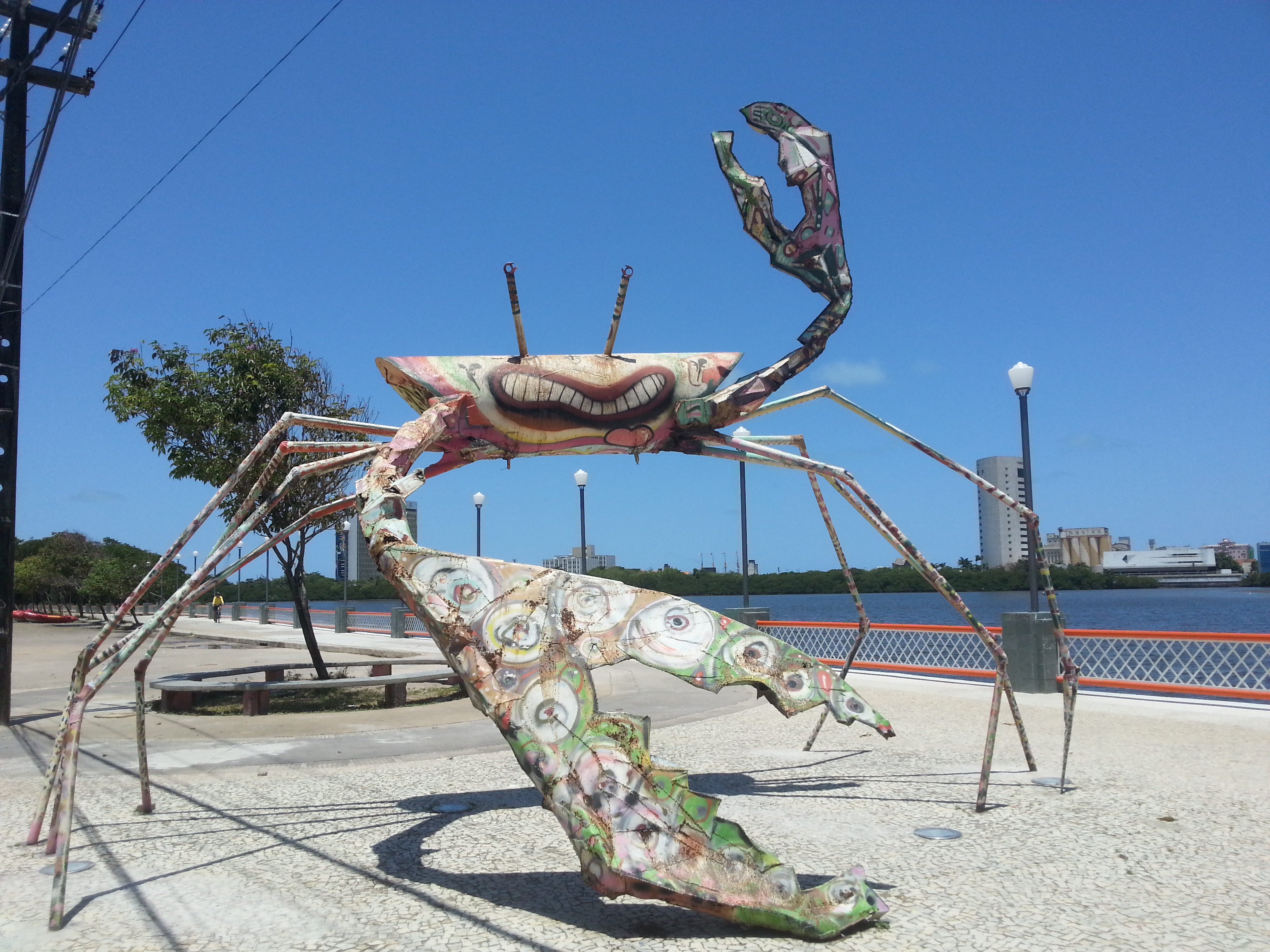
Monumento Caranguejo com Cérebro (Manguebeat) está localizado na Rua da Aurora ponto turístico da cidade

Apesar de o estilo ter bases já na década de 1970, com o guitarrista Robertinho de Recife, com os álbuns "Jardim da Infância" (1977), "Robertinho no Passo" (1978) e "E Agora pra Vocês... Suingues Tropicais" (1979), os principais idealizadores do movimento manguebeat foram Chico Science, Fred 04, Renato L, Mabuse e Hélder Aragão, que idealizaram o rótulo manguebeat, divulgando ideias, ritmos e contestações. Foram seguidos por artistas como: Jorge du Peixe, Lúcio Maia, Toca Ogan, Gilmar Bola 8, Gustavo da Lua, Otto, entre outros.
O objetivo do movimento surgiu de uma metáfora idealizada por Fred 04 (vocalista da banda Mundo Livre S/A), ao trabalhar em vídeos ecológicos. O ecossistema manguezal é chave na biodiversidade global, sendo o autor do primeiro manifesto do manguebeat em 1992, intitulado Caranguejos com Cérebro, mas o movimento tem como ícone o músico Chico Science (falecido vocalista da banda Nação Zumbi).
O Manguebeat precisava formar uma cena musical tão rica e diversificada como os manguezais. Devido a principal bandeira do movimento ser a diversidade, a agitação na música contaminou outras formas de expressão culturais como o cinema, a moda e as artes plásticas, influenciando muitas bandas do Brasil, principalmente em Pernambuco. Com o surgimento de várias bandas no cenário local, gravadoras como Sony, Virgin e outras em destaque deram início a uma contratação dessas bandas.

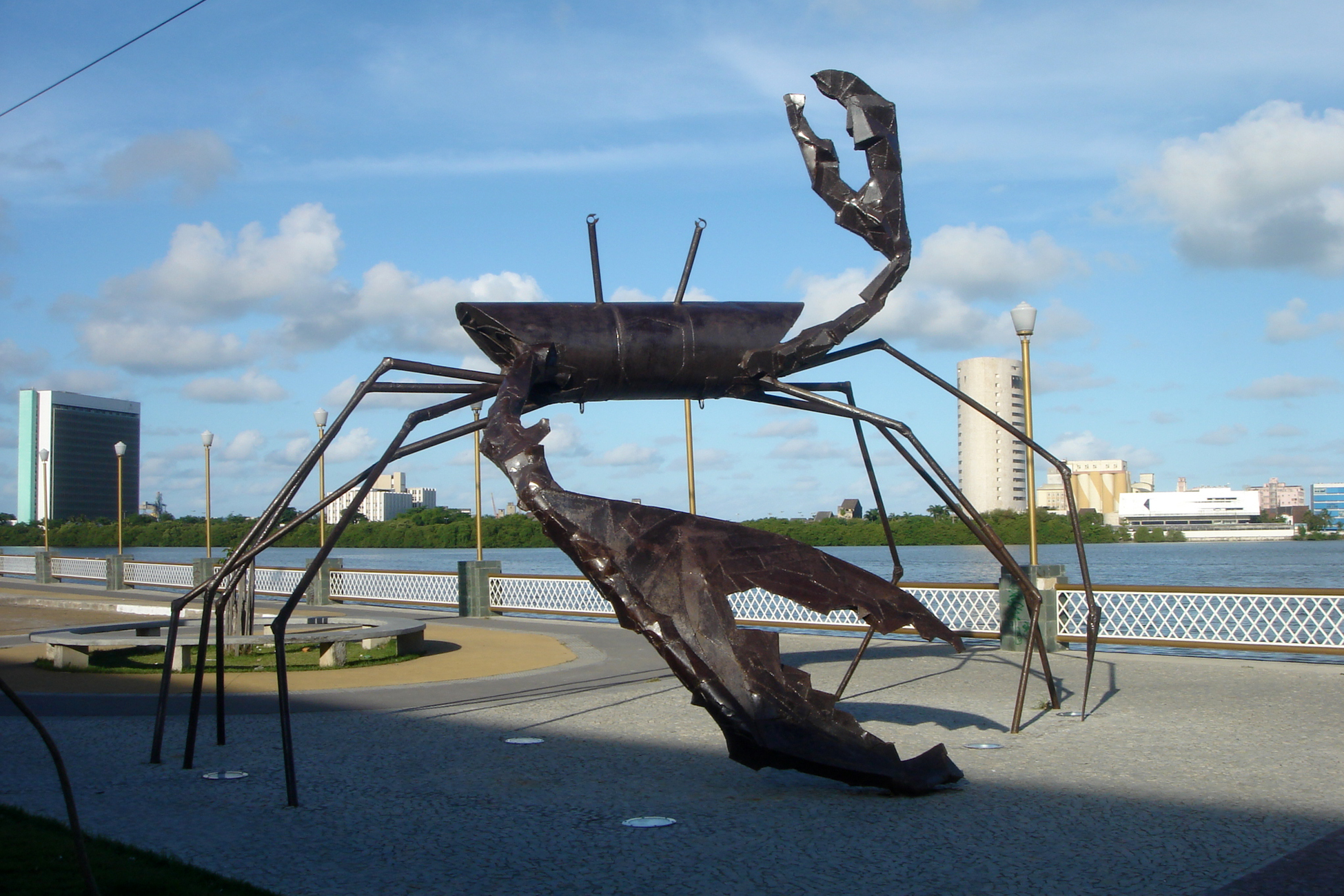
Monumento Caranguejo Elétrico da Rua da Aurora símbolo do movimento Manguebeat em abril de 2007

A base do Manguebeat começou no final da ditadura militar no Brasil, no início da década de 1980. O relaxamento da censura aumentou a disponibilidade de música importada, especialmente dos Estados Unidos e do Reino Unido, levando a um aumento do rock brasileiro. No Recife, universitários, entre eles alguns dos fundadores do movimento, DJ Renato L. e Fred 04, iniciaram um programa de rádio chamado Décadas, facilitando ainda mais a influência do rock, principalmente da música underground da Inglaterra, levando a um grande aumento em bandas de rock de Recife. Fred 04 observa que quando a Mundo Livre S/A começou em 1984, as condições econômicas precárias e a falta de um circuito musical no Recife tornaram especialmente difícil para eles e grupos musicais semelhantes encontrarem lugares para tocar. No início dos anos 90, Paulo André Pires, que se tornaria o empresário da Nação Zumbi, começou a produzir shows em Recife e convidou bandas locais e internacionais para se apresentar.
Apesar de serem citados como fundadores do movimento Manguebeat, Chico Science e Nação Zumbi (CSNZ) e Mundo Livre S/A têm influências e formações diferentes. Chico Science nasceu em uma família de classe média baixa no bairro de Rio Doce, na cidade de Olinda. Suas influências vieram da música que ouvia enquanto participava de festas de baile funk quando jovem e incluía rap, hip hop, rock e soul, como James Brown, Curtis Mayfield, Funkadelic, The Sugarhill Gang, Kurtis Blow e Grão-Mestre Flash. Tendo crescido rodeado de música folclórica regional, ele também foi fortemente influenciado pela música do Recife, como maracatu, ciranda, embolada e coco. Chico, com seu amigo Jorge Du Peixe, integrou vários grupos; Legião Hip Hop, Orla Orbe e Loustal, antes de encontrar e conhecer integrantes do Lamento Negro, bloco afro especializado em samba-reggae, em 1990 e formando o que seria o CSNZ.
A Mundo Livre S/A tinha sede no bairro de Candeias, área nobre de Jaboatão dos Guararapes, município localizado na Região Metropolitana do Recife. Embora os próprios membros da banda não fossem ricos, todos eram firmemente de classe média, ao contrário de Chico Science e membros da Nação Zumbi. O vocalista Fred 04, descreveu a ideia da banda como "uma fusão, uma ponte entre John Lydon [da banda punk: Sex Pistols] e Jorge Ben Jor [um músico pop brasileiro pioneiro que funde funk, soul, e samba] e Moreira da Silva [samba das décadas de 1930 e 1940], entendeu?.... Seria uma espécie de new wave, mas bem brasileiro, bem brasileiro mesmo, que não se identificaria nem com rock nem com MPB [sigla para Música Popular Brasileira].
Ao ouvir Chico Science pela primeira vez em uma performance mashup de Loustal e Lamento Negro, ele pensou que a combinação da justaposição local/global, bem como a diferença de localização geográfica, poderia lançar o que viria a ser o movimento Mangue em algo que destacaria a diversidade do Recife.

## Manguebit: o filme
Manguebit é um documentário brasileiro de 26 de junho de 2022, produzido pela Jura Filmes com direção de Jura Capela.
O mangue beat, movimento musical e estético que nasceu em Pernambuco nos anos 1990, mudou a visibilidade das periferias e das manifestações culturais da Região Metropolitana do Recife e colocou o estado na rota do mercado musical mundial, após o lançamento de bandas como Chico Science e Nação Zumbi e Mundo Livre S.A. O filme experimenta a liberdade do pensar do mangue por meio de uma linguagem multifacetada, que reúne ideias e ideais, refletindo a ousadia que deu vazão ao grande símbolo do movimento: uma antena parabólica enfiada na lama dos estuários. O formato do filme Manguebit é convencional, mas se revela satisfatório porque a multiplicidade de opiniões e imagens realça o caráter coletivo do movimento gerado por jovens insatisfeitos com a falta de perspectiva social em um Recife enlameado e esfacelado por bolsões de pobreza e injustiça social.
O documentário foi vencedor na categoria de melhor documentário no 14º In-Edit Brasil – Festival Internacional de Documentários Musicais e foi exibido na edição 2022 do In-Edit Barcelona, com a presença do diretor.

## Bandas
Notáveis bandas do gênero Manguebeat incluem Mundo Livre S/A, Nação Zumbi, Sheik Tosado, Mestre Ambrósio, DJ Dolores, Comadre Fulozinha, Jorge Cabeleira e o Dia em que Seremos Todos Inúteis, Eddie, Via Sat e Querosene Jacaré.